# Krupp (település)
Krupp az Amerikai Egyesült Államok északnyugati részén, Washington állam Grant megyéjében elhelyezkedő város. A 2010. évi népszámlálási adatok alapján 48 lakosa van, ezzel Washington állam legkisebb népességű városa.
Az 1871-ben John Marlin által alapított Krupp 1911. január 7-én kapott városi rangot. Az első világháborúban a németországi Krupp lőszergyártóval való névegyezőség miatt a település nevét Marlinre módosították.

## Éghajlat
| Hónap                         | Jan.  | Feb.  | Már.  | Ápr.  | Máj. | Jún. | Júl. | Aug. | Szep. | Okt.  | Nov.  | Dec.  | Év    |
| ----------------------------- | ----- | ----- | ----- | ----- | ---- | ---- | ---- | ---- | ----- | ----- | ----- | ----- | ----- |
| Rekord max. hőmérséklet (°C)  | 26,7  | 20,0  | 28,3  | 33,9  | 37,8 | 42,8 | 44,4 | 44,4 | 38,9  | 32,8  | 22,8  | 23,3  | 44,4  |
| Átlagos max. hőmérséklet (°C) | 3,3   | 6,7   | 12,2  | 17,2  | 22,2 | 26,1 | 31,1 | 30,6 | 25,6  | 17,2  | 8,3   | 2,2   | 16,9  |
| Átlagos min. hőmérséklet (°C) | −3,9  | −2,8  | 0,0   | 2,2   | 5,6  | 8,9  | 12,2 | 11,7 | 7,2   | 1,7   | −1,1  | −5,6  | 3,0   |
| Rekord min. hőmérséklet (°C)  | −36,1 | −32,8 | −18,0 | −11,7 | −6,7 | −9,4 | 0,0  | −3,9 | −9,4  | −18,9 | −27,2 | −31,1 | −36,1 |
| Átl. csapadékmennyiség (mm)   | 35    | 27    | 27    | 20    | 24   | 18   | 11   | 8    | 11    | 19    | 38    | 42    | 280   |
| Forrás: The Weather Channel   |       |       |       |       |      |      |      |      |       |       |       |       |       |

## Népesség
A 2010-es népszámláláskor a városnak 48 lakója, 25 háztartása és 13 családja volt. A népsűrűség 31,8 fő/km2. A lakóegységek száma 25, sűrűségük 16,6 db/km2. A lakosok 100%-a fehér,      . A spanyol vagy latino származásúak aránya 2,1% (   2,1% egyéb spanyol vagy latino származású.)
A háztartások 16%-ában élt 18 évnél fiatalabb. 40% házas, 4% egyedülálló nő, 8% egyedülálló férfi, 40% pedig nem család. 24% egyedül élt; 20%-uk 65 éves vagy idősebb. Egy háztartásban átlagosan 1,92 személy élt; a családok átlagmérete 2,62 fő.
A medián életkor 52 év volt. A város lakóinak 12,5%-a 18 évesnél fiatalabb, 6,4% 18 és 24 év közötti, 18,8%-uk 25 és 44 év közötti, 29,2%-uk 45 és 64 év közötti, 33,3%-uk pedig 65 éves vagy idősebb. A lakosok 58,3%-a férfi, 41,7%-a pedig nő.

## Fordítás
Ez a szócikk részben vagy egészben  a   Marlin, Washington című angol Wikipédia-szócikk ezen változatának fordításán alapul.  Az eredeti cikk szerkesztőit annak laptörténete sorolja fel. Ez a jelzés csupán a megfogalmazás eredetét és a szerzői jogokat jelzi, nem szolgál a cikkben szereplő információk forrásmegjelöléseként.